# 2005 GX186
2005 GX186, também escrito como 2005 GX186, é um objeto transnetuniano que está localizado no Cinturão de Kuiper, uma região do Sistema Solar. Este corpo celeste é classificado como um cubewano. Ele possui uma magnitude absoluta de 6,8 e tem um diâmetro estimado com 192 km.

## Descoberta
2005 GX186 foi descoberto no dia 10 de abril de 2005 pelo astrônomo Marc W. Buie.

## Órbita
A órbita de 2005 GX186 tem uma excentricidade de 0,146 e possui um semieixo maior de 43,213 UA. O seu periélio leva o mesmo a uma distância de 43,193 UA em relação ao Sol e seu afélio a 45,331 UA.